# Chi Nhát hoa
Chi Nhát hoa, danh pháp khoa học: Rostratula, là một chi chim trong họ Rostratulidae.

## Hình ảnh

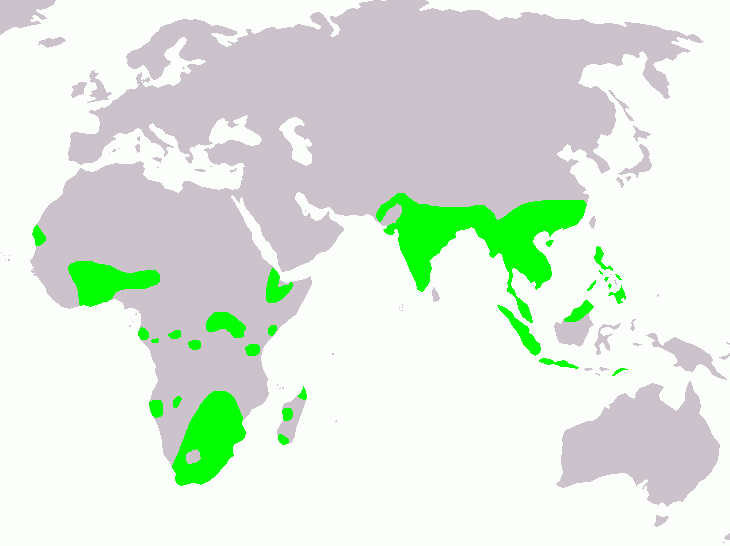
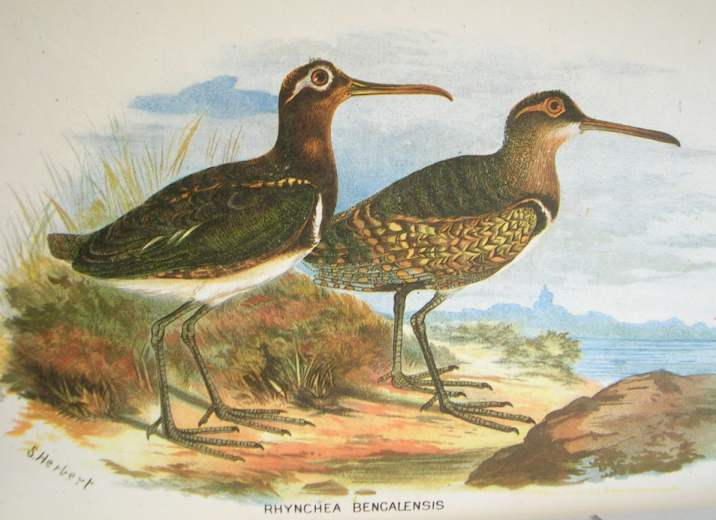
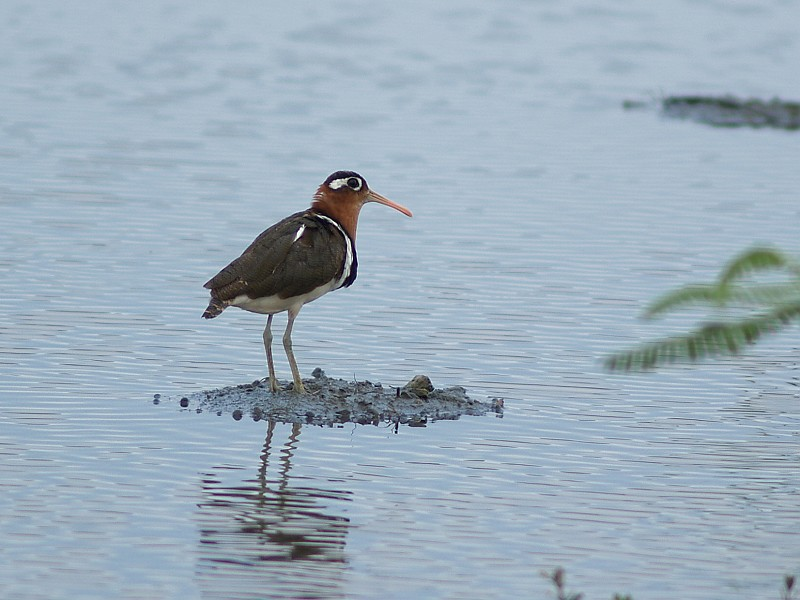
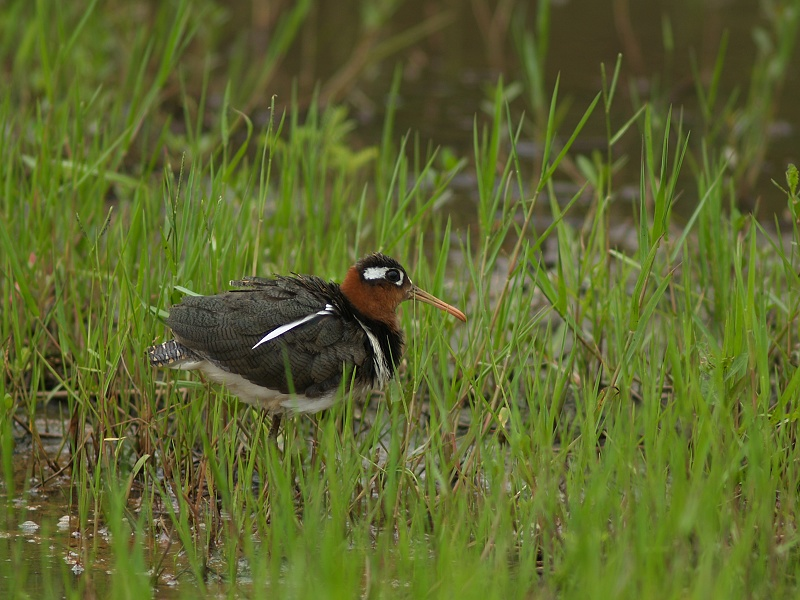
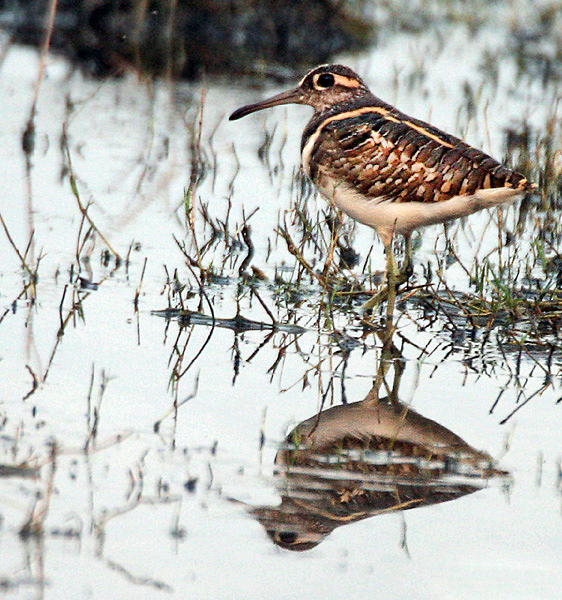